# アバルト・1500ビポスト
アバルト・1500ビポスト (Abarth 1500 Biposto)は、イタリアのアバルトが1952年のトリノ自動車ショーで発表したコンセプトカー。

## 概要

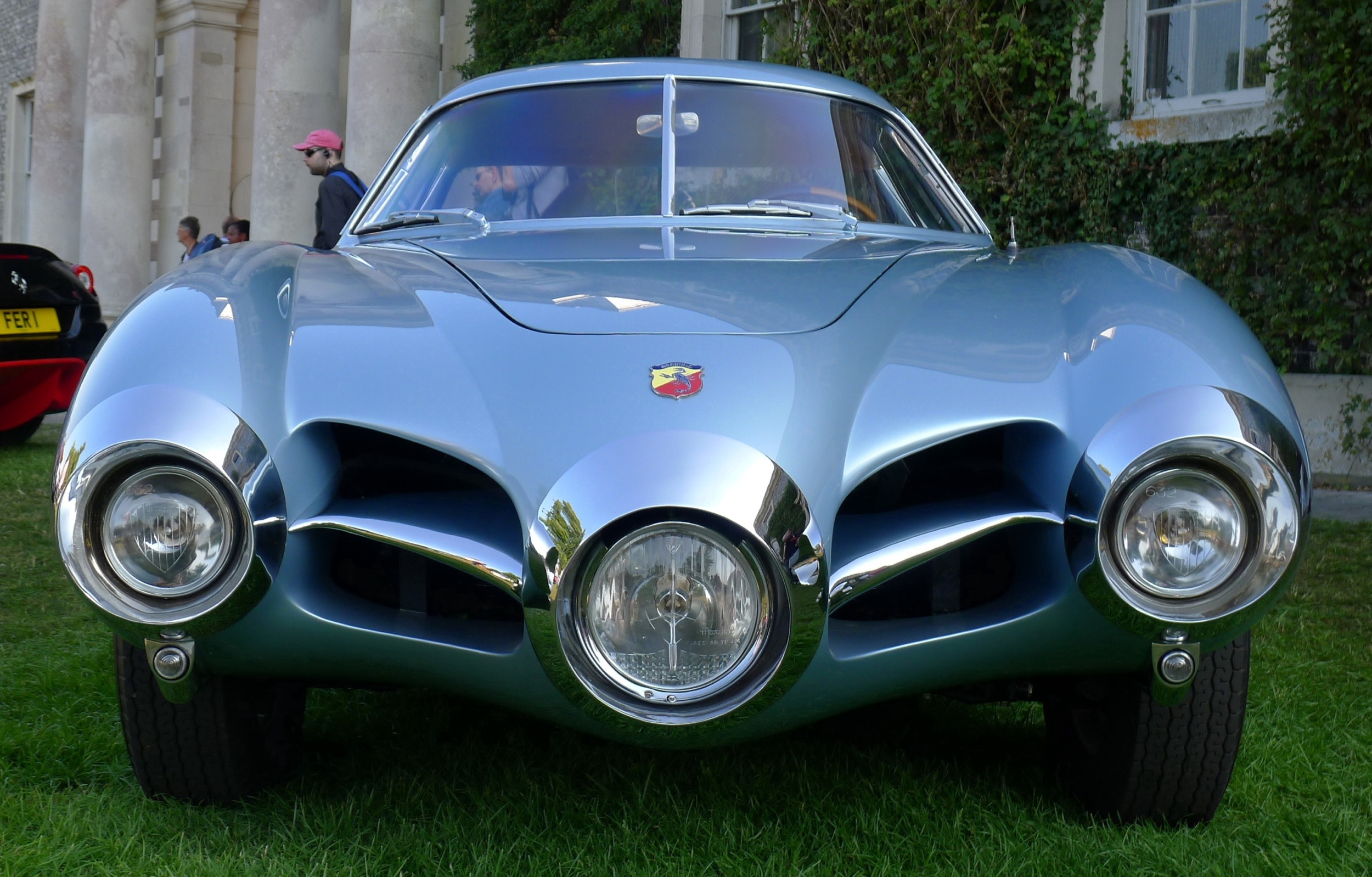
特徴的なフロントデザイン

デザインは当時ベルトーネに在籍していたフランコ・スカリオーネが担当。3灯のヘッドライトやえぐり取られた前後フェンダー、テールフィンを思わせるリアの造形など、空力を追求した独創的なデザインが特徴である。
スカリオーネが1953年から手がけたアルファロメオ・B.A.T.シリーズの原点とされることから、B.A.T.1 (Berlinetta Aerodinamica Tecnica、『空力技術クーペ』の意) という通称でも知られる。また、後年に695の限定車として用いられる「ビポスト」の名称を、アバルトで初めて名乗ったモデルでもある。
メカニズム面は205Aベルリネッタ用の角断面プレス鋼板製フレームに、フィアット・1400ベルリーナのパワートレインやサスペンションなどの基本コンポーネンツが組み合わされた。エンジンは排気量を1,480 ccまで拡大するとともに、各部のチューニングやアバルト製のエキゾーストシステムを組み込むことで、最高出力は45 PSから75 PSに向上した。

## 発表後の動き

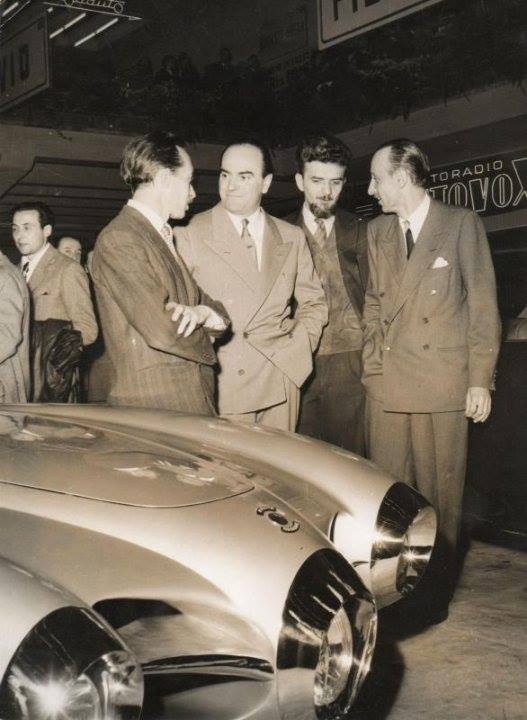
1500ビポストの前に立つフランコ・スカリオーネ（左）とヌッチオ・ベルトーネ（右）
1952年4月23日、トリノ自動車ショーにて撮影

トリノ自動車ショーの終了後、1500ビポストはアメリカのパッカード社に買い取られ、デザインの研究に用いられた。研究用としての役目を終えた後は、同社の宣伝に協力した雑誌「フォーチュン」のライターであるリチャード・A・スミスに寄贈された。
スミスが死去した2003年、1500ビポストは遺産整理の一環として「クリスティーズ・ロックフェラー・センター・オークション」に出品された。ボディカラーはブルーに塗り替えられていたが、欠品もなくオリジナルの状態を保っていた。最終的に29万6,500ドル（日本円で約3,499万円）で落札され、イギリスの自動車愛好家であるクリス・ドレイクの元に渡った。
ドレイクによってレストアされた1500ビポストは、2010年にアメリカで行われたヒストリックカーイベント「ペブルビーチ・コンクール・デレガンス」に出品され、レースゲーム「グランツーリスモシリーズ」が選出する「グランツーリスモ・トロフィー」を受賞。これによって同シリーズへの収録が決定し、2013年発売の「グランツーリスモ6」以降、「グランツーリスモSPORT」「グランツーリスモ7」の各作品に収録されている。